# Операційний блок

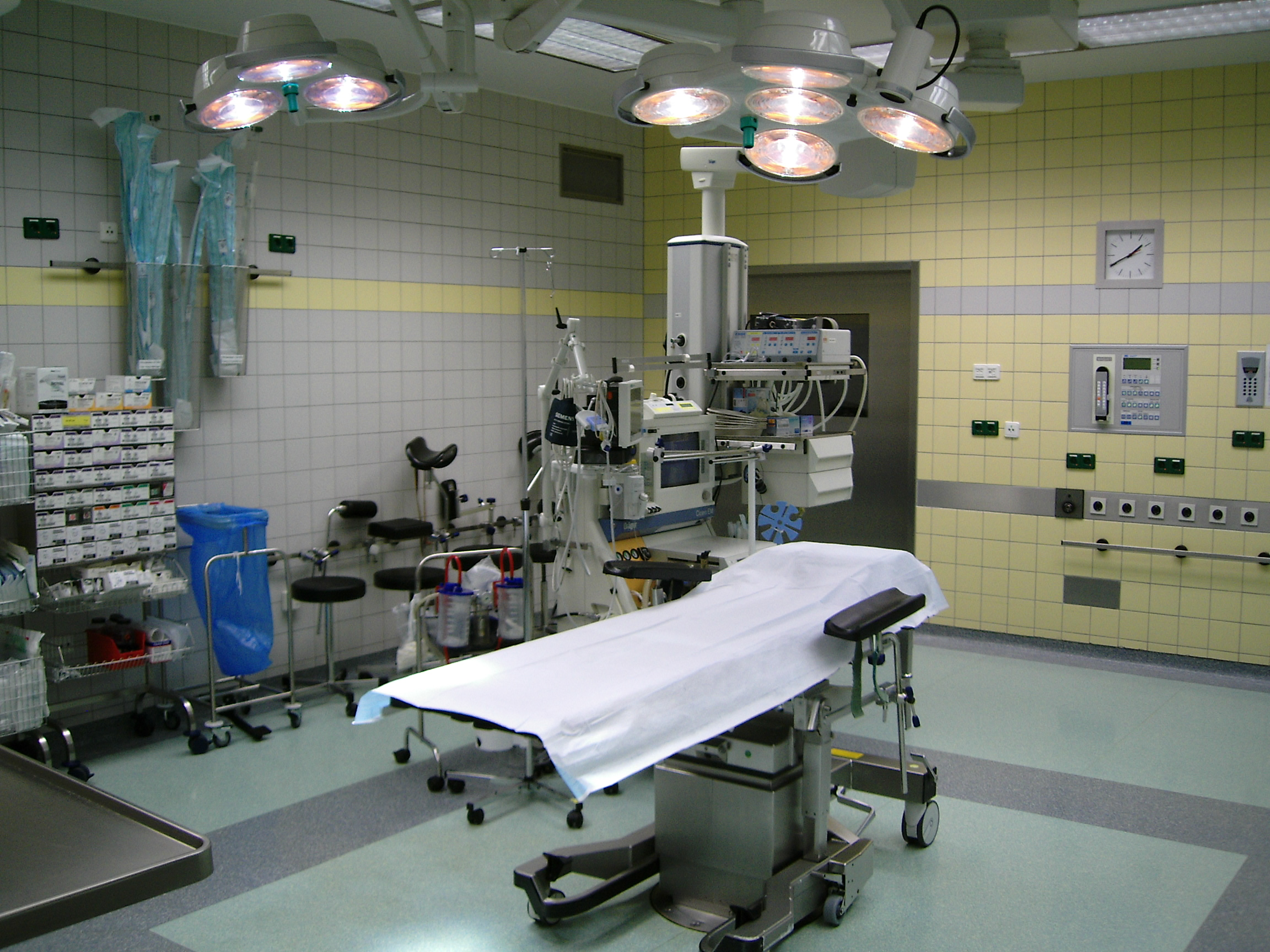
Операційна зала операційного блоку

Операційний блок (розмовне оперблок) — це комплекс приміщень, частково ізольований від інших структур, мета якого забезпечити виконання хірургічних операцій.

## Структура
В структуру операційного блоку входять операційна зала та передопераційне приміщення, вхідний коридор, стерилізаційна, апаратна, матеріальна, інструментальна, душова, туалетна, переодягальня, відпочинкова кімнати, кімната для зберігання анестезіологічного забезпечення та інш. Ізоляція оперблоку забезпечується лише одним функціонуючим входом/виходом, хоча запасний вихід теж має бути обов'язково. Усі вимоги до структури та будови, оснащення такого блоку описані у нормативно-правових актах.

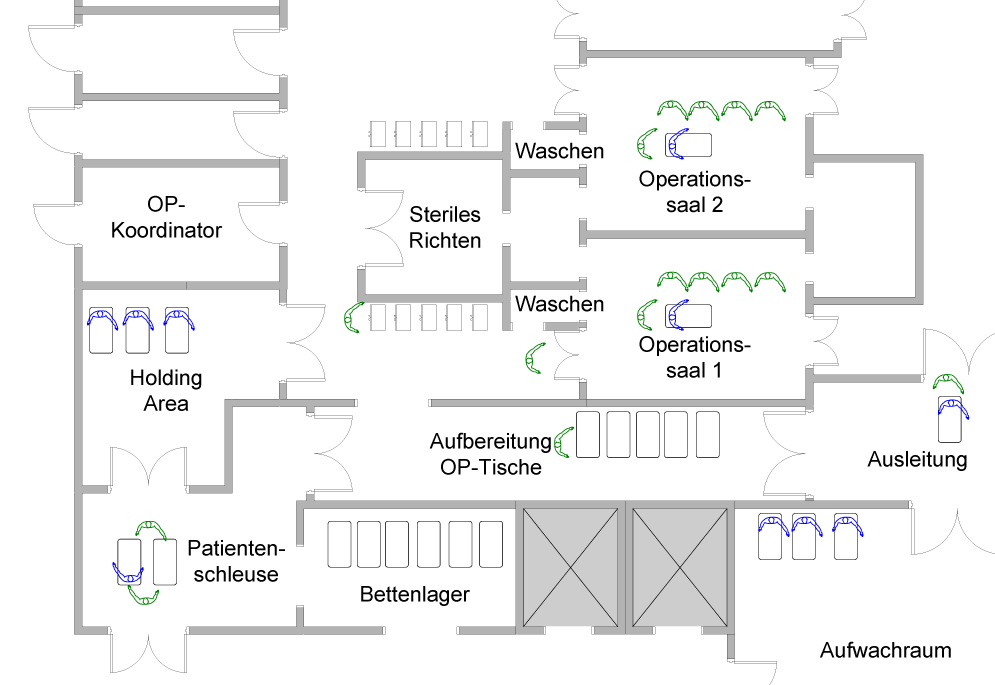
План розташування приміщень операційного блоку

Структура та устаткування блоку у першу чергу залежать від кількості ліжок хірургічного профілю в клініці, складності та видів операцій, кількості операцій що виконуються за відповідний термін часу (щодня, щотижня і т. д.).
У великих лікарнях операційний блок функціонує як самостійне відділення із своїм стандартним кадровим штатом працівників, у лікарнях менших — оперблок є частиною хірургічного відділення загального профілю, де з адміністративних одиниць штату зберігається окрема посада старшої медсестри операційної.

## Медична чистота
Операційний блок розділяють на три зони чистоти: загальну, медичну(передопераційну), стерильну(операційну).
В загальній зоні знаходяться коридор та приміщення загального використання (санвузол, матеріальна, переодягальня, відпочинкова та інш.). В медичній зоні знаходиться передопераційна кімната, стерилізаційна. Ці зони між собою розділяються жовтою смугою на підлозі. До стерильної зони входить операційна. Медична та стерильна зони розділяються червоною смугою на підлозі.
В операційну має виходити вікно із стерилізаційної, для подачі інструментарію.
В стерильній зоні за суворим дотриманням правил асептики та антисептики спостерігає та несе відповідальність операційна медична сестра, та частково старша медсестра оперблоку.
Окрім того, виділяють так звані чотири зони доступу: стерильного, жорсткого режиму, обмеженого режиму, загально-лікарняного режиму.